# Lista de municípios de Chiapas
O estado Mexicano de  Chiapas é divido em 125 municípios.
| Código INEGI | Município                  |
| ------------ | -------------------------- |
| 001          | Acacoyagua                 |
| 002          | Acala                      |
| 003          | Acapetahua                 |
| 004          | Aldama                     |
| 005          | Altamirano                 |
| 006          | Amatán                     |
| 007          | Amatenango de la Frontera  |
| 008          | Amatenango del Valle       |
| 009          | Ángel Albino Corzo         |
| 010          | Arriaga                    |
| 011          | Bejucal de Ocampo          |
| 012          | Bella Vista                |
| 013          | Benemérito de las Américas |
| 014          | Berriozábal                |
| 015          | Bochil                     |
| 016          | El Bosque                  |
| 017          | Cacahoatán                 |
| 018          | Catazajá                   |
| 019          | Chalchihuitán              |
| 020          | Chamula                    |
| 021          | Chanal                     |
| 022          | Chapultenango              |
| 023          | Chenalhó                   |
| 024          | Chiapa de Corzo            |
| 025          | Chiapilla                  |
| 026          | Chicoasén                  |
| 027          | Chicomuselo                |
| 028          | Chilón                     |
| 029          | Cintalapa                  |
| 030          | Coapilla                   |
| 031          | Comitán de Domínguez       |
| 032          | La Concordia               |
| 033          | Copainalá                  |
| 034          | Escuintla                  |
| 035          | Francisco León             |
| 036          | Frontera Comalapa          |
| 037          | Frontera Hidalgo           |
| 038          | La Grandeza                |
| 039          | Huehuetán                  |
| 040          | Huixtán                    |
| 041          | Huitiupán                  |
| 042          | Huixtla                    |
| 043          | La Independencia           |
| 044          | Ixhuatán                   |
| 045          | Ixtacomitán                |
| 046          | Ixtapa                     |
| 047          | Ixtapangajoya              |
| 048          | Jiquipilas                 |
| 049          | Jitotol                    |
| 050          | Ciudad Juárez              |
| 051          | Larráinzar                 |
| 052          | La Libertad                |
| 053          | Las Margaritas             |
| 054          | Las Rosas                  |
| 055          | Mapastepec                 |
| 056          | Maravilla Tenejapa         |
| 057          | Marqués de Comillas        |
| 058          | Mazapa de Madero           |
| 059          | Mazatán                    |
| 060          | Metapa                     |
| 061          | Mitontic                   |
| 062          | Montecristo de Guerrero    |
| 063          | Motozintla                 |
| 064          | Nicolás Ruíz               |
| 065          | Ocosingo                   |
| 066          | Ocotepec                   |
| 067          | Ocozocoautla de Espinosa   |
| 068          | Ostuacán                   |
| 069          | Osumacinta                 |
| 070          | Oxchuc                     |
| 071          | Palenque                   |
| 072          | Pantelhó                   |
| 073          | Pantepec                   |
| 074          | Pichucalco                 |
| 075          | Pijijiapan                 |
| 076          | El Porvenir                |
| 077          | Pueblo Nuevo Solistahuacán |
| 078          | Rayón                      |
| 079          | Reforma                    |
| 080          | Sabanilla                  |
| 081          | Salto de Agua              |
| 082          | San Andrés Duraznal        |
| 083          | San Cristóbal de las Casas |
| 084          | San Fernando               |
| 085          | San Juan Cancuc            |
| 086          | San Lucas                  |
| 087          | Santiago el Pinar          |
| 088          | Siltepec                   |
| 089          | Simojovel                  |
| 090          | Sitalá                     |
| 091          | Socoltenango               |
| 092          | Solosuchiapa               |
| 093          | Soyaló                     |
| 094          | Suchiapa                   |
| 095          | Suchiate                   |
| 096          | Sunuapa                    |
| 097          | Tapachula                  |
| 098          | Tapalapa                   |
| 099          | Tapilula                   |
| 100          | Tecpatán                   |
| 101          | Tenejapa                   |
| 102          | Teopisca                   |
| 103          | Tila                       |
| 104          | Tonalá                     |
| 105          | Totolapa                   |
| 106          | La Trinitaria              |
| 107          | Tumbalá                    |
| 108          | Tuxtla Chico               |
| 109          | Tuxtla Gutiérrez           |
| 110          | Tuzantán                   |
| 111          | Tzimol                     |
| 112          | Unión Juárez               |
| 113          | Venustiano Carranza        |
| 114          | Villa Comaltitlán          |
| 115          | Villa Corzo                |
| 116          | Villaflores                |
| 117          | Yajalón                    |
| 118          | Zinacantán                 |

- Panorama sociodemográfico de Chiapas. Censo de Población y Vivienda 2020